# Tanylypa morio
Tanylypa morio is een keversoort uit de familie zwartlijven (Tenebrionidae). De wetenschappelijke naam van de soort is voor het eerst geldig gepubliceerd in 1869 door Pascoe.